# 矮小耳草
矮小耳草（学名：Hedyotis ovatifolia）为茜草科耳草属下的一个种。

## 扩展阅读
- 維基物種上的相關：矮小耳草